# Епархия Беллуно-Фельтре

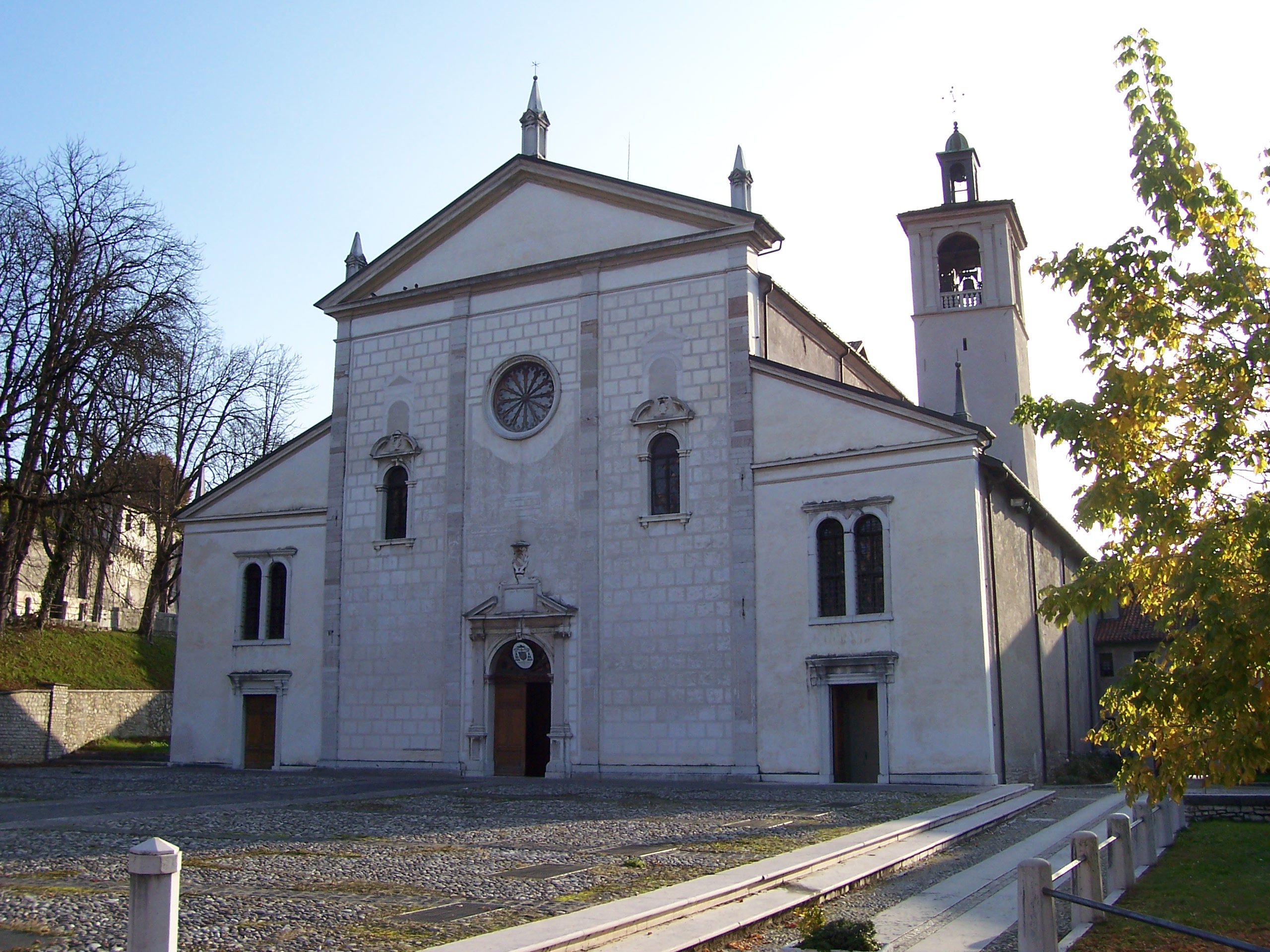
Собор Святого Петра, Фельтре

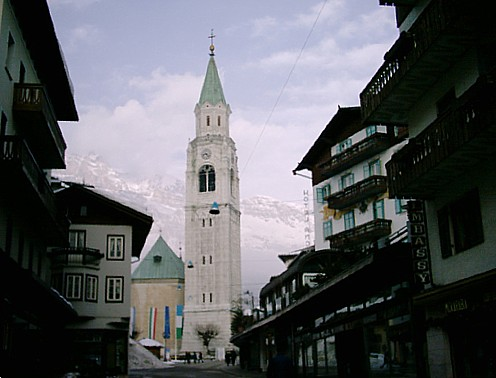
Колокольня базилики Святых Филиппа и Иакова в Кортина д’Aмпеццo

Епархия Беллуно-Фельтре (лат. Dioecesis Bellunensis-Feltrensis, итал. Diocesi di Belluno-Feltre) епархия Римско-католической церкви в составе архиепархии-митрополии Венеции, входящей в церковную область Тревенето в Италии. В настоящее время епархией управляет епископ Ренато Марангони. Викарный епископ — Луиджи Дель Фаверо.
Клир епархии включает 214 священников (184 епархиальных и 30 монашествующих священников), 5 диаконов, 36 монахов, 209 монахинь.
Адрес епархии: Piazza Duomo 3, 32100 Belluno, Italia. Телефон: 0437 94 08 96. Факс: 0437 94 27 46.
Патронами епархии Виченцы являются святой Мартин Турский и святые Виктор и Корона.

## Территория
В юрисдикцию епархии входит 158 приходов в коммунах в провинции Беллуно и Порденоне.
Все приходы объединены в 13 деканатов.
Кафедра епископа находится в городе Беллуно в Базилика Святого Мартина. В городе Фельтре находится сокафедральный Собор Святого Петра и Санктуарий Святых Виктора и Короны].

## Ординарии епархии

### Кафедра Беллуно
- Феликс (VI век);
- Лаврентий (упоминается в 590);
- Аймон (X век);
- Иоанн (X век);
- Вольфранко (1080—1100);
- Райнальдо (1100—1118);
- Оттоне (1118—1130);
- Альтепрандо (1130—1139);
- Бонифачо (1139—1156);
- Оттоне (1156—1183);
- Джерардо де Такколи (1184—1197);
- Бальдовино (1197—1199);
  - Кафедра объединена с кафедрой Фельтре (1199—1462);
- Людовико Донато (1462—1465) — назначен епископом Бергамо;
- Мозѐ Буффарелло (05.01.1465 — 1471);
- Пьетро Бароцци (04.09.1471 — 24.06.1487) — назначен епископом Падуи;
- Бернардо де Росси (1488—1499) — назначен епископом Тревизо;
- Бартоломео Тревизан (1499 — 09.09.1509);
- Галезо Никезола (1509 — 02.08.1527);
- Джованни Баттиста Казале (1527 — 21.10.1536);
  - Антонио Бароцци (1527—1537) — анти-епископ;
- Гаспаро Контарини (23.10.1536 — 24.08.1542);
- Джулио Контарини (1542 — 09.08.1575);
- Джованни Баттиста Вальер (09.08.1575 — 1596);
- Альвизе Лоллино (29.07.1596 — 28.03.1625);
- Панфило Персико (1625—1625);
- Джованни Дольфин (09.02.1626 — 1634);
- Томмазо Маллоно (26.06.1634 — 07.02.1649) — сомаскинец;
  - Sede vacante (1649—1653);
- Джулио Берлендис (19.11.1653 — 21.10.1693);
- Джанфранческо Бембо (28.06.1695 — 21.07.1720) — сомаскинец;
- Валерио Рота (13.10.1720 — 08.09.1730);
- Гаэтано Дзванелли (11.12.1730 — 25.01.1736);
- Доменико Никола Кондульмер (13.02.1736 — 14.03.1747);
- Джакомо Коста (29.05.1747 — 1755) — театинец;
- Джованни Баттиста Санди (24.05.1756 — 12.08.1785);
- Себастьяно Алькайни (25.09.1785 — 04.03.1803) — сомаскинец;
  - Sede vacante (1803—1819).

### Кафедра Фельтре
- Фретейо (упоминается в 590 и 591);
- Эндригетто делла Корте (781)
- Аурато (827)
- Теуперто (967)
- Бенедетто (990)
- Рикиццоне (1015)
- Мачилино (1046)
- Одорико де Фаллеро (1047)
- Тьемоне (1070)
- Арпоне (1096)
- Губерто (1140)
- Энрико (1152)
- Адамо (1160)
- Друдо да Камино (1169—1200)
- Ансельмо ди Браганца (1200—1204)
- Торрезино да Корте (1204—1209)
- Филиппо да Падова (1209—1225)
- Оттоне да Торино (1225—1235)
- Элеазаро да Кастелло (1235—1241)
- Алессандро де Форо (1241—1246)
- Тизоне да Камино (1246—1257) — избранный епископ;
- Адальджерио да Виллата (06.12.1257 — 30.09.1290);
- Джакомо Казале (1290—1298) — францисканец-конвентуал;
- Алессандро Новелло (1298—1320);
- Манфредо да Коллальто (17.03.1320 — 20.05.1321)
- Грегорио де Таури (1322—1327);
- Горджа де Луза (1328—1349);
- Бельвендерио де Рамбальдони (1349—1350) — апостольский администратор;
- Энрико ди Вальдек (1350—1353);
- Джакомо Гоблин (1353—1369);
- Антонио де Нассери (29.05.1369 — 19.09.1393);
- Альберто ди Сан Джорджо (1393 — 28.04.1398) — францисканец;
- Джованни Капогалло (12.06.1398 — 01.08.1402) — бенедиктинец;
- Блаженный Энрико Скарампи (10.04.1403 — 29.09.1440);
- Томмазо Томмазини (15.10.1440 — 24.03.1446) — доминиканец;
- Джакомо Цено (1447—1460) — назначен епископом Падуи;
- Франческо даль Леньяме (26.03.1460 — 11.01.1462);
- Теодоро де Леллис (1462—1464) — назначен епископом Тревизо;
- Анджело Фазоло (16.09.1464 — 1490);
- Джованни Робобело (06.01.1491 — 19.12.1494) — назначен архиепископом Цары;
- Адреа Тревизано (1494—1504);
- Антонио Пиццамано (1504—1512);
- Лоренцо Кампеджо (12.11.1512 — 01.06.1520);
- Томмазо Кампеджо (01.06.1520 — 17.04.1559);
- Филиппо Мария Кампеджо (17.04.1559 — 09.04.1584);
- Джакомо Ровеллио (09.04.1584 — 1610);
- Агостино Градениго (29.03.1610 — 20.03.1628) — назначен патриархом Аквилеи;
- Джованни Паоло Савио (29.05.1628 — 19.12.1639) — назначен епископом Адрии;
- Цербино Луго (09.01.1639 — 1647);
- Симеоне Дифнико (10.05.1649 — 24.05.1661);
- Марко Маркиани (13.03.1662 — 31.07.1663);
- Бартоломео Джера (11.02.1664 — 11.04.1681);
- Антонио Польчениго (24.04.1684 — 1724);
- Пьетро Мария Суарес (26.06.1724 — 20.11.1747) — назначен епископом Адрии;
- Джованни Баттиста Бортоли (18.12.1747 — 20.03.1757) — назначен титулярным архиепископом Назианза;
- Андреа Антонио Сильверио Минуччи (28.03.1757 — 15.12.1777) — назначен епископом Римини;
- Джироламо Энрико Бельтрамини-Мьяцци (15.12.1777 — 24.03.1779);
- Андреа Бенедетто Ганассони (12.07.1779 — 29.03.1786);
- Бернардо Мария Каренцони (24.07.1786 — 20.08.1811) — оливетанец;
  - Sede vacante (1811—1819).

### Кафедра Беллуно и Фельтре (Фельтре и Беллуно)
- Луиджи Цуппани (23.08.1819 — 26.11.1841);
- Антонио Кава (20.06.1843 — 11.11.1852);
- Винченцо Скарпа (1854—1854) — избранный епископ;
- Джованни Реньер[итал.] (17.12.1855 — 22.04.1871);
- Сальваторе Джованни Баттиста Болоньези[итал.] (27.10.1871 — 29.01.1899) — ораторианец;
- Франческо Керубин[итал.] (19.06.1899 — 02.07.1910);
- Джузеппе Фоскьяни[итал.] (02.07.1910 — 05.10.1913);
- Джозуэ Каттаросси[итал.] (21.11.1913 — 03.03.1944);
- Джироламо Бартоломео Бортиньон[итал.] (09.09.1945 — 01.04.1949) — капуцин, назначен епископом Падуи;
- Джоаккино Муччин[итал.] (19.05.1949 — 01.09.1975);
- Маффеи Джованни Дуколи (07.10.1975 — 30.09.1986) — назначен епископом Беллуно-Фельтре.

### Кафедра Беллуно-Фельтре
- Маффеи Джованни Дуколи (30.09.1986 — 02.02.1996);
- Пьетро Бролло[итал.] (02.01.1996 — 28.10.2000) — назначен архиепископом Удине;
- Винченцо Савио[итал.] (09.12.2000 — 31.03.2004) — салезианец;
- Джузеппе Андрик[итал.] (29 мая 2004 года — 10 февраля 2016 года).
- Ренато Марангони (с 10 февраля 2016 года)

## Статистика
На конец 2006 года из 185 400 человек, проживающих на территории епархии, католиками являлись 184 000 человек, что соответствует 99,2 % от общего числа населения епархии.
| год  | население | население | население | священники | священники        | священники         | священники                           | постоянные диаконы | монахи  | монахи  | приходы |
| год  | католики  | всего     | %         | всего      | белое духовенство | черное духовенство | число католиков на одного священника | постоянные диаконы | мужчины | женщины | приходы |
| ---- | --------- | --------- | --------- | ---------- | ----------------- | ------------------ | ------------------------------------ | ------------------ | ------- | ------- | ------- |
| 1950 | 196.785   | 196.785   | 100,0     | 263        | 208               | 55                 | 748                                  |                    | 89      | 474     | 125     |
| 1970 | 204.643   | 204.723   | 100,0     | 343        | 257               | 86                 | 596                                  |                    | 129     | 596     | 167     |
| 1980 | 150.000   | 150.800   | 99,5      | 221        | 184               | 37                 | 678                                  |                    | 45      | 358     | 126     |
| 1990 | 187.680   | 188.186   | 99,7      | 283        | 231               | 52                 | 663                                  | 1                  | 65      | 363     | 158     |
| 1999 | 184.100   | 184.602   | 99,7      | 250        | 204               | 46                 | 736                                  | 5                  | 52      | 260     | 158     |
| 2000 | 184.100   | 184.602   | 99,7      | 245        | 199               | 46                 | 751                                  | 5                  | 52      | 255     | 158     |
| 2001 | 184.100   | 184.602   | 99,7      | 242        | 196               | 46                 | 760                                  | 5                  | 52      | 251     | 158     |
| 2002 | 183.782   | 184.207   | 99,8      | 232        | 189               | 43                 | 792                                  | 5                  | 49      | 248     | 158     |
| 2003 | 181.402   | 181.822   | 99,8      | 221        | 185               | 36                 | 820                                  | 4                  | 40      | 247     | 158     |
| 2004 | 181.402   | 181.882   | 99,7      | 221        | 187               | 34                 | 820                                  | 4                  | 38      | 217     | 158     |
| 2006 | 184.000   | 185.400   | 99,2      | 214        | 184               | 30                 | 859                                  | 5                  | 36      | 209     | 158     |